# Giurgiu (županija)
Giurgiu (IPA: [ʤjur.ʤju]) županija nalazi se u južnoj Rumunjskoj u povjesnoj pokrajini Munteniji. Glavni grad županije Giurgiu je istoimeni grad Giurgiu .

## Demografija
Po popisu stanovništva iz 2002. godine na prostoru županije Giurgiu živjelo je 297.859 stanovnika, dok je prosječna gustoća naseljenosti 84 stan/km².
- Rumunji - preko 96%[1]
- Romi - 3.5%, i ostali.

| Godina | Ukupno stanovnika |
| ------ | ----------------- |
| 1948.  | 313.793           |
| 1956.  | 325.045           |
| 1966.  | 326.120           |
| 1977.  | 327.494           |
| 1992.  | 313.352           |
| 2002.  | 297.859           |

## Zemljopis
Županija Giurgiu ima ukupnu površinu od 3,526 km².
Županija se nalazi u dolini rijeke Dunav u kojeg se uljevaju mnoge male rijeke. Dunav je i prirodna granica između Rumunjske i Bugarske. Na sjeveru županije nalaze se rijeke Argeş i Dâmboviţa .

#### Susjedne županije
- Călăraşi (županija) na istoku.
- Teleorman (županija) na zapadu.
- Ilfov (županija) i Dâmboviţa (županija) na sjeveru.
- Ruse Provincija u Bugarskoj na jugu.

## Gospodarstvo
Županija ima dva velika razvojna područja: jedan u blizini grada Giurgiu - Slobodna zona Giurgiu, a jedan na sjeveru županiji zbog blizine glavnog grada Rumunjske Bukurešta.
Glavne gospodarske grane u županiji županiji su:
- proizvodnja hrane i pića.
- tekstilna industrija,
- kemijska industrija,
- drvna industrija,
- strojarstvo.

Poljoprivreda je glavna gospodarska grana u županiji, čak 59% obradivih površina se navodnjava.

## Administrativna podjela
Županija Giurgiu podjeljena je na jednu municipiju, dva grada i 50 općina.

### Municipiji
- Giurgiu - glavni grad; stanovnika: 73,260

### Gradovi
- Bolintin-Vale
- Mihăileşti

### Općine
| - Adunaţii-Copăceni - Băneasa - Bolintin-Deal - Bucşani - Bulbucata - Buturugeni - Călugăreni - Clejani - Colibaşi | - Comana - Cosoba - Crevedia Mare - Daia - Floreşti-Stoeneşti - Frăteşti - Găiseni - Găujani - Ghimpaţi | - Gogoşari - Gostinari - Gostinu - Grădinari - Greaca - Herăşti - Hotarele - Iepureşti - Izvoarele | - Joiţa - Letca Nouă - Malu - Mârşa - Mihai Bravu - Ogrezeni - Oinacu - Prundu - Putineiu | - Răsuceni - Roata de Jos - Săbăreni - Schitu - Singureni - Slobozia - Stăneşti - Stoeneşti - Toporu | - Ulmi - Valea Dragului - Vânătorii Mici - Vărăşti - Vedea |